# Euphorbia lacei
 (mars 2022).
La mise en forme du texte ne suit pas les recommandations de Wikipédia : il faut le « wikifier ».
Les points d'amélioration suivants sont les cas les plus fréquents. Le détail des points à revoir est peut-être précisé sur la page de discussion.
- Les titres sont pré-formatés par le logiciel. Ils ne sont ni en capitales, ni en gras.
- Le texte ne doit pas être écrit en capitales (les noms de famille non plus), ni en gras, ni en italique, ni en « petit »…
- Le gras n'est utilisé que pour surligner le titre de l'article dans l'introduction, une seule fois.
- L'italique est rarement utilisé : mots en langue étrangère, titres d'œuvres, noms de bateaux, etc.
- Les citations ne sont pas en italique mais en corps de texte normal. Elles sont entourées par des guillemets français : « et ».
- Les listes à puces sont à éviter, des paragraphes rédigés étant largement préférés. Les tableaux sont à réserver à la présentation de données structurées (résultats, etc.).
- Les appels de note de bas de page (petits chiffres en exposant, introduits par l'outil «  Source ») sont à placer entre la fin de phrase et le point final[comme ça].
- Les liens internes (vers d'autres articles de Wikipédia) sont à choisir avec parcimonie. Créez des liens vers des articles approfondissant le sujet. Les termes génériques sans rapport avec le sujet sont à éviter, ainsi que les répétitions de liens vers un même terme.
- Les liens externes sont à placer uniquement dans une section « Liens externes », à la fin de l'article. Ces liens sont à choisir avec parcimonie suivant les règles définies. Si un lien sert de source à l'article, son insertion dans le texte est à faire par les notes de bas de page.
- La présentation des références doit suivre les conventions bibliographiques. Il est recommandé d'utiliser les modèles {{Ouvrage}}, {{Chapitre}}, {{Article}}, {{Lien web}} et/ou {{Bibliographie}}. Le mode d'édition visuel peut mettre en forme automatiquement les références.
- Insérer une infobox (cadre d'informations à droite) n'est pas obligatoire pour parachever la mise en page.

Pour une aide détaillée, merci de consulter Aide:Wikification.
Si vous pensez que ces points ont été résolus, vous pouvez retirer ce bandeau et améliorer la mise en forme d'un autre article.
Espèce
Synonymes
- Euphorbia barnhartii  Croizat[1]
- Euphorbia trigona  Roxb.[1]

Euphorbia lacei est une espèce de plantes à graines de la famille des Euphorbiaceae. Elle est endémique de Bornéo, du Laos, des Petites îles de la Sonde , de Birmanie, des Philippines et de Thaïlande.

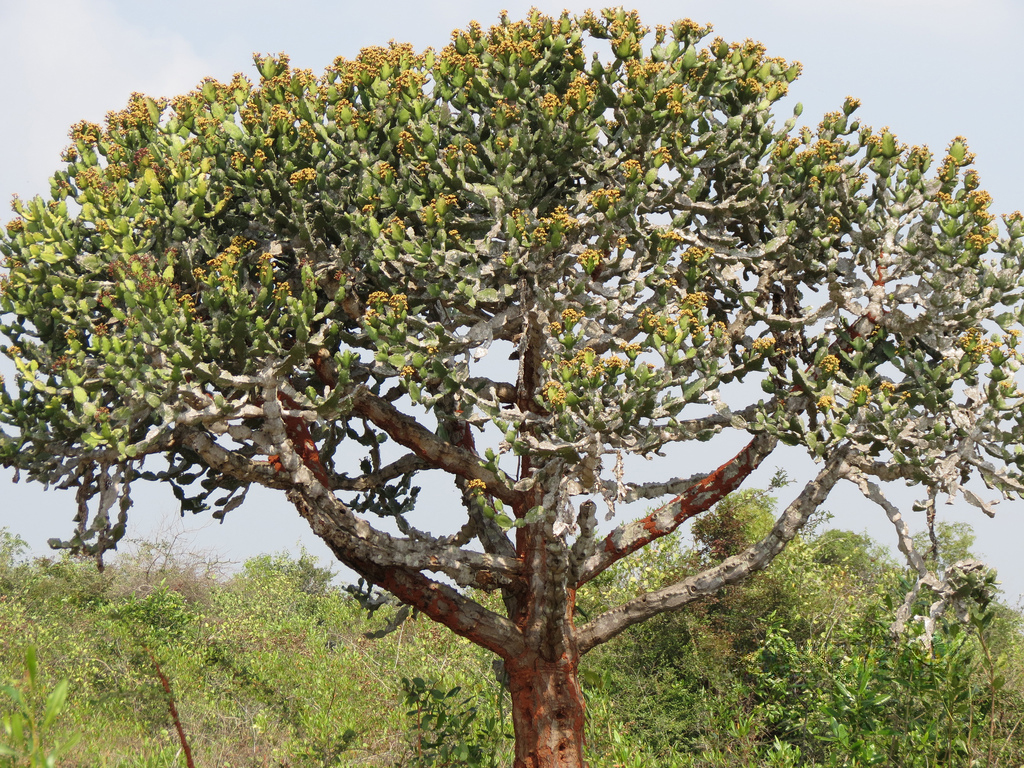
Aspect général de la plante dans son environnement.

## Description
C'est  un arbuste vivace avec une tige charnue.

## Taxonomie
Euphorbia lacei, a été décrite par William Grant Craib et sa description publiées dans  Bulletin of Miscellaneous Information Kew 1911: 456. en 1911.
Etymologie
Euphorbia: Nom générique qui dérive de Euphorbus qui était le médecin du  roi grec Juba II de Mauritanie (52 à 50 av. JC. - 23 ap. JC) . En son honneur – ou en allusion à son gros ventre –  puisqu'il usait d'un médicament à base d' Euphorbia resinifera. En 1753 Carlos Linneo a assigné ce nom à tout le genre.
lacei: Épithète attribué en honneur du botaniste anglais John Henry Lace (1857 - 1918), qui a travaillé dans le Service Forestier en Inde . Il a collecté des plantes en Afghanistan, en Inde et en Birmanie.
Synonymie
- - Euphorbia barnhartii Croizat
  - Euphorbia trigona Roxb[5],[6].